# Любимец (Псковская область)
Любимец — деревня в Гдовском районе Псковской области России. Входит в состав Добручинской волости Гдовского района.
Расположено в 12 км к северо-востоку от Гдова. Совхоз Любимец. К востоку расположен военный городок «Любимец» (посёлок Смуравьёво-2) и аэродром Смуравьёво при военной части.

## Население
Численность населения деревни на 2000 год составляла 10 человек.